# ميكائيل دورسن
ميكائيل دورسن (بالسويدية: Mikael Dorsin)‏ ، من مواليد 6 أكتوبر 1981 في ليدينغو في السويد ، لاعب كرة قدم سويدي.
يلعب مع نادي كلوي الروماني منذ عام 2008.
بدأ باللعب مع منتخب السويد لكرة القدم في عام 2001.

## روابط خارجية
- ميكائيل دورسن على موقع الاتحاد الدولي (مؤرشف)  (الإنجليزية)
- ميكائيل دورسن على موقع الاتحاد الأوربي (الإنجليزية)
- ميكائيل دورسن على موقع اتحاد النرويج (النرويجية)
- ميكائيل دورسن على موقع قاعدة بيانات كرة القدم.إي يو (الإنجليزية)
- ميكائيل دورسن على موقع ناشيونال فوتبول تيمز (الإنجليزية)
- ميكائيل دورسن على موقع Soccerway.com (الإنجليزية)
- ميكائيل دورسن على موقع AS.com (الإسبانية)